# 本願寺神戸別院

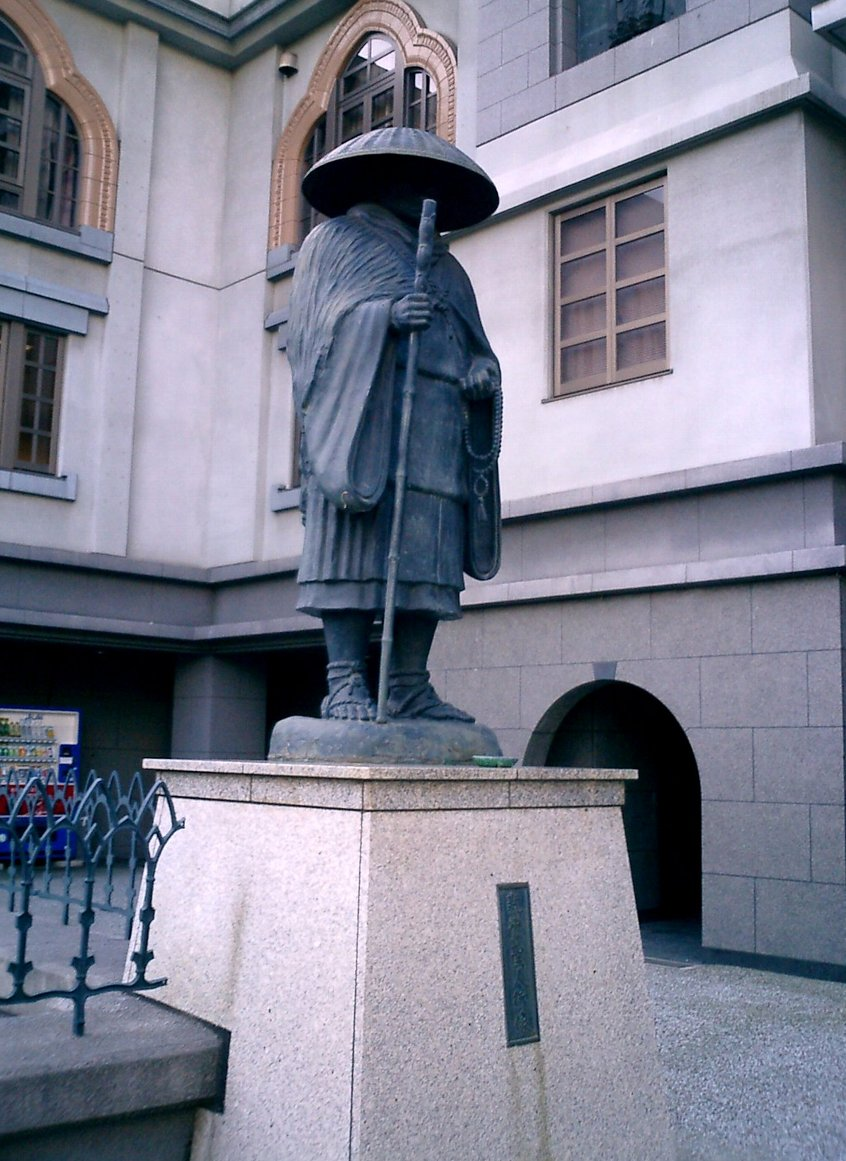
親鸞聖人御像

本願寺神戸別院（ほんがんじこうべべついん）は、兵庫県神戸市中央区下山手通にある浄土真宗本願寺派の寺院である。同派本山の西本願寺（京都市）直属の別院である。「モダン寺」の愛称でも呼ばれている。
1573年、武田上野介信久が本願寺第11代門主・顕如上人に帰依し、教祐という法名を賜って摂津国八部郡二ツ茶屋村に建立した一乗山善福寺が基となっている。
1908年に西本願寺は善福寺に大谷尊由を特命住職として任命し、別格別院善福寺として総班事務所を置き本願寺の別院としての事務が行われたことから、これが本願寺神戸別院の始まりといえる。
1917年、火災により本堂を含む伽藍のほぼ全てを焼失。大谷光瑞、大谷尊由らの手により復興がすすめられ、1930年に尖塔や壁面彫刻などインド様式を取り入れた斬新な建築様式の本堂が完成して「モダン寺」と呼ばれた。これを機に一乗山善福寺は神戸市長田区に再　興され、以降は別格別院善福寺とは区別される。
1960年に浄土真宗本願寺派（西本願寺）の直属になり、現在の本願寺神戸別院となった。
阪神・淡路大震災の後、施設の老朽化により建替えが決まり、1995年9月に新たな多目的施設が竣工した。外観はインド風のデザインを継承している。ホールや会議室などを備えており、仏前結婚式も行われる。異国情緒豊かな5つの尖塔とステンドグラスが非常に美しい。本堂の前には親鸞聖人のブロンズ像が建立されている。本堂は、別院では珍しく内陣に畳を用いず、椅子席規範に準拠した門主席、新門・前門席、礼盤及び内陣となっている。
インド様式を取り入れた寺院として他に、同じ西本願寺の別院である本願寺名古屋別院、直轄寺院である築地本願寺がある。

## 略年表
- 1573年（天正元年） - 甲斐国の武田信虎の四男、武田上野介信久公が、摂津国八部郡二ツ茶屋村市場(現・元町通5丁目)に小庵を建立
- 1639年（寛永16年） - 第十三代良如宗主より善福寺の寺号が授与
- 1871年（明治4年） - 花熊村（現在の本願寺神戸別院の地）に移転
- 1908年(明治41年）- 別格別院善福寺として本願寺の管理下となる
- 1917年 (大正6年)　- 木造の本堂が焼失
- 1929年（昭和4年） -　6月、印度式、鐡筋コンクリート造の大寺院が落成
- 1960年（昭和35年） -　本願寺神戸別院となる
- 1995年 （平成7年）-　老朽化に伴い改築され、現在の建物が完成

## 交通アクセス
- 花隈駅（阪急神戸高速線）西口から徒歩すぐ
- 西元町駅（阪神神戸高速線）東口から徒歩5分
- 高速神戸駅（阪急・阪神）東口から徒歩15分
- 神戸駅（JR神戸線）から徒歩15分
- 大倉山駅（神戸市営地下鉄）から徒歩15分